# Eriosema affine
Eriosema affine är en ärtväxtart som beskrevs av De Wild. Eriosema affine ingår i släktet Eriosema och familjen ärtväxter. Inga underarter finns listade i Catalogue of Life.